# Mr. et Mrs. Smith (album)
Pour les articles homonymes, voir Mr. et Mrs. Smith.
Pour la bande originale, voir Mr. et Mrs. Smith (bande originale).
Mr. & Mrs. Smith - Original Motion Picture Soundtrack, est la bande originale distribué par Lakeshore Records du film américain, Mr. et Mrs. Smith réalisé par Doug Liman en 2005. Cet album reprend des chansons d'artistes et de groupes divers utilisés dans le film, ainsi que le titre Assassin's Tango composé par John Powell pour le film.

## Liste des titres
| 1.      | Love Stinks                              | Wolf, Justman                                      | J. Geils Band                                       | 3:36 |
| 2.      | Nothin' but a Good Time                  | Michaels, DeVille, Rockett, Dall                   | Poison                                              | 3:44 |
| 3.      | Tainted Love                             | Ed Cobb                                            | Soft Cell                                           | 2:41 |
| 4.      | Baby, Baby                               | Grant, Thomas                                      | Alana D                                             | 3:14 |
| 5.      | Express Yourself (Mocean Worker Remix)   | Charles Wright                                     | Charles Wright & The Watts 103rd Street Rhythm Band | 4:31 |
| 6.      | Mondo Bongo                              | Cook, Stephen, Murray, Shields, Slattery, Strummer | Joe Strummer & The Mescaleros                       | 6:13 |
| 7.      | Lay Lady Lay                             | Bob Dylan                                          | Magnet featuring Gemma Hayes                        | 4:39 |
| 8.      | I'll Melt With You                       | Grey, McDowell, Brown, Conroy, Walker              | Nouvelle Vague                                      | 4:02 |
| 9.      | Nobody Does It Better                    | Bayer Sager, Hamlisch                              | 8mm                                                 | 4:56 |
| 10.     | Let's Never Stop Falling in Love         | Forbes, Lauderdale                                 | Pink Martini                                        | 3:31 |
| 11.     | Assassin's Tango                         |                                                    | John Powell                                         | 4:02 |
| 12.     | Used to Love Her (But I Had To Kill Her) |                                                    | Voodoo Glow Skulls                                  | 2:36 |
| 13.     | You Are My Sunshine                      | Davis, Mitchell                                    | Stine J.                                            | 2:22 |
| 14.     | You've Lost That Lovin' Feelin'          | Spector, Mann, Weil                                | The Righteous Brothers                              | 3:42 |
| 15.     | Making Love Out of Nothing at All        | Jim Steinman                                       | Air Supply                                          | 5:41 |
| 16.     | You Give Love a Bad Name                 | Bon Jovi, Sambora, Child                           | Atreyu                                              | 3:18 |
| 17.     | Love Will Keep Us Together               | Sedaka, Greenfield                                 | Captain & Tennille                                  | 3:22 |
| 1:05:40 |                                          |                                                    |                                                     |      |

## Musiques additionnelles
- Outre les titres présents, sur l'album, on entend aussi durant le film les morceaux suivants[1], qui ne sont repris ni sur cet album, ni sur l'album Mr. & Mrs. Smith - Original Motion Picture Score :
  - Oxidados
    - Écrit et interprété par Plastilina Mosh
    - Avec l'aimable autorisation d'EMI Latin
    - Sous licence d'EMI Film & Television Music

  - Mi Dulce Caridad
    - Écrit et interprété par Matt Hirt & Francisco Rodriguez
    - Avec l'aimable autorisation de Marc Ferrari/Mastersource

  - (Who Discovered) America
    - Écrit par William Abers[2], Asdrubal Sierra[3], Jason Roberts[4]...
    - Interprété par Ozomatli
    - Avec l'aimable autorisation de Concord Records

  - The Worst Day Since Yesterday
    - Écrit et interprété par Flogging Molly
    - Avec l'aimable autorisation de Side One Dummy Records

  - Guillaume Tell "Ouverture"'
    - Écrit par Gioachino Rossini

  - Girl from Ipanema
    - Écrit par Vinícius de Moraes, Norman Gimbel, Antônio Carlos Jobim
    - Interprété par Alana Da Fonseca[5]
    - Avec l'aimable autorisation de DeeTown Entertainment, Inc.

  - Cool Breeze
    - Écrit par William Bergman
    - Avec l'aimable autorisation de Megatrax Production Music, Inc.

  - Mondo Bongo
    - Écrit par Pablo Cook[6], Tymon Dogg[7], John Murray, Scott Shields, 'Martin Slattery'[8], Joe Strummer
    - Interprété par Joe Strummer & The Mescaleros
    - Remixé par John Powell
    - Avec l'aimable autorisation d'Hellcat Records